# 우만 전투
우만 전투(러시아어: Сражение под Уманью) (1941년 7월 15일 - 8월 8일)는 제2차 세계 대전 동부 전선에서 바르바로사 작전 기간 동안 일어났던 전투 중 하나로 무지르쳰코(I.N. Muzyrchenko) 장군이 지휘하는 6 군과 포네델린(P.G. Ponedelin) 장군 지휘 하의 12 군이 소비에트 연방의 우만 남부에서 독일 장군 게르트 폰 룬트슈테트 하의 남부 집단군와 벌어졌던 포위전이다.
1차 키예프 전투가 진행되는 동안, 붉은 군대의 남서부 전선군은 독일 1 기갑 그룹이 폴란드 남부와 크림반도에서 우크라이나 서부로 진군할 때 남부크강 다리와 오데사-스몰렌스크 철도 등 전략적 지역을 방어하고자 했다.
소련군은 남서부 지구는 세묜 부됸니가 총괄했으며 남서부 전선군은 원수 미하일 키르포노스가 지휘를 맡았다. 사령부 및 소비에트 연방 12 군은 독일 보병의 무능력한 포위망 형성 능력으로 일부 군대가 포위를 피할 수 있었지만, 두 군은 해산되었고 나머지 탈출 병력들은 다른 군과 병합되었다. 이 전투는 제2차 세계 대전 중 붉은 군대가 당한 큰 추축국의 포위전 중 하나였다.

## 배경
바르바로사 작전 초기 몇 주 후, 독일 남부 집단군은 빠른 속도로 동부로 전진하여 리비우, 테르노필, 빈니차를 점령한 이후 브로디 전투에서 반격하던 소련 기계화 군단 병력을 파괴시켰다. 1941년 6월 29일, 독일은 진군을 일시적으로 중단했지만 소련군은 고갈되어 계속 후퇴하기 시작했다. 1 기갑군에 대한 소련군의 반격이 실패한 이후, 독일 남부 집단군은 다시 진군하기 시작하여 키예프 몇 km 이내까지 도달했다. 브됸니가 마련한 반격 계획에서는 1 기갑 그룹을 우만 북부의 베르디치우에서 끊겠다는 계획이었다. 그러나, 이 반격은 상당한 독일군이 50km 폭으로 소련군을 공격하기 시작하면서 계속 동부로 후퇴시킴으로써 좌절되었다. 그러나, 반격은 독일의 공세보다 소련군의 후퇴가 더욱 빠르면서 7월 중반 독일군은 탈노예(Talnoye) 근처의 철도를 점령하고 고르니티키치(Gorniy Tikich) 근처의 다리들을 점령했으며, 곧 시누차(Sinucha)에서 강을 건너기 시작했다.

## 전투 서열
소련군의 대부분은 대부분 독일 공군에 의해 폴란드 국경에서 강한 공격으로 소진되었으며, 그리고 사실상 기계화 군단은 브로디 전투의 패배 후 1개 군단만 남았으며 기계화 보병은 이제 다들 일반 소총 군단이 되었다.
추축국은 1 기갑 그룹이 군수품 부족으로 상당한 고통을 받았지만 전투력은 유지되었으며, 크림 북쪽에서 군대를 증원하기 위해 서쪽으로 진출한 독일과 루마니아군의 많은 보병이 독일 남부 집단군의 초기 목표로 진군하고 있었다.

### 붉은 군대
- 소련 6 군
  - 6 소총 군단 (감소)
  - 37 소총 군단 (감소)
  - 소련 4 기계화 군단 (나머지)
  - 소련 15 기계화 군단 (나머지)
  - 5 기갑병 군단 (나머지)
  - 4 요새화 연대 (나머지)
  - 6 요새화 연대 (나머지)
- 소련 12 군
  - 13 소총 군단 (감소)
  - 17 소총 군단 (감소)
  - 16 기계화 군단 (나머지)
  - 10 오새화 연대 (나머지)
  - 11 요새화 연대 (나머지)
  - 12 요새화 연대 (나머지)
- 소련 18 군의 일부

### 독일 국방군
- 독일 6 군
- 1 기갑 집단 (감소)
- 독일 17 군
- 헝가리 고속 군단(Gyorshadtest)
- 루마니아 3 군
- 독일 11 군

## 포위전
1941년 7월 10일, 남서부 지구의 사령관인 브됸늬는 남서부와 남부 전선군의 전투를 조정하기 위해 남서 방향으로 진군할 것을 명령했다. 브됸늬는 150만명의 병력을 두 가지 명령으로 나누어 전략을 실행했다. 우선, 키예프에 37, 26군을 주둔시켰으며 빈니차-우만에도 주둔시켰다. 그가 명령했던 것 보다 독일 남부 집단군은 3갈래로 빠르게 진군하여 키예프의 26 군과 6 군 사이에 폰 클라이스트의 1 기갑 집단은 키예프의 남쪽과 빈니차 북쪽에서 쐐기를 박는 거대한 공세를 실행하고 있었으며 7월 15일 베르디치우를 점령했고 7월 16일에는 코지아텐(Koziatyn)을 점령했다. 장군 카를 하인리히 본 스툴파나겔(Karl-Heinrich von Stülpnagel)의 17 군은 우만 남쪽으로 진군했고 에우겐 리테르 본 슈베르트(Eugen Ritter von Schobert)의 11 군은 루마니아 국경에서 북쪽으로 진군했다.
스탑스카와 남부 전선군의 지휘부와의 명령 실수로 독일군이 키예프와 체르카시 사이 드네프르를 도하해 돈바스(Donbass)로 진군하고 있다고 착각하고 소련군 6 군과 12 군의 포위 위험을 가소평가했다. 7월 28일, 남서부와 남부 전선군은 드네프르를 건널러는 독일군을 멈추게 하고 동부로 후퇴했다. 이 결과, 남동 방향의 후퇴로 포위 위험을 막을 수 있는 기회를 놓치게 되었다.
추축국의 포위 효과로 두 소련군은 천천히 줄어드는 영역으로 후퇴하고 있었고 지휘부가 있는 포디비소코페(Podvisokoye, Подвысокое) 마을과 같이 포위되고 있었다.
8월 2일, 포위망은 1 기갑 그룹과 독일 17 군에 의해 완전히 봉쇄되었다. 이 포위망은 독일 16 기갑사단과 헝가리 기계화 군단이 다시 조우하면서 두 겹으로 강화되었다. 8월 8일, 대부분의 소련군 저항은 멈추게 되었다. 소련 6 군과 12 군의 잔해로 남아 있는 20개 사단은 여전히 갇혀 있었다. 전쟁 이후 독일군의 정보에서는 소련군 103,000명이 포로가 되었다고 보고했다. 여기에는 소련 6 군, 12 군 지휘관 및 4개 군단 지휘관, 11개 사단 지휘관도 포함되어 있었다.

## 포위전 이후
독일 1 기갑 집단의 전차가 북쪽에서 진군하며 포위망은 완전히 사라졌고 도시 주변을 완전히 포위했던 2 기갑 그룹이 키예프를 향해 공격하기 시작했다. 크림 목표는 전장의 군대에게 남은 시간이었다. 히틀러는 집단군의 목표를 계속 바꾸면서 여러번 목표를 바꾼다.
스탑스카는 독일 1 기갑 그룹의 초점이 해안군을 이용하여 넓은 전면을 점령하고 37, 56 군이 내부 군사 지구에서 저항하며 38 군은 결국 하리코프에서 지나치게 좌측으로 틀어지며 이 군들을 사용할 유예 기간을 주게 되었다.

## 같이 보기
- 키예프 전투 (1941년)

## 서지
- Léderrey, Ernest, (Col.), Germany's Defeat in the East: The Soviet Armies at War, 1941–1945, The War Office, London, 1955
- Steinberg, Julien, Verdict of Three Decades: From the Literature of Individual Revolt Against Soviet Communism: 1917-1950, Ayer Publishing, 1971